# Grimes (Alabama)
Grimes es un pueblo ubicado en el condado de Dale en el estado estadounidense de Alabama. En el censo de 2000, su población era de 459.

## Demografía
En el 2000 la renta per cápita promedia del hogar era de $ 28.839$, y el ingreso promedio para una familia era de 31.389$. El ingreso per cápita para la localidad era de 14.884$. Los hombres tenían un ingreso per cápita de 26.346$ contra 19.063$ para las mujeres.

## Geografía
Grimes está situado en 31°18′8″N 85°27′4″O / 31.30222, -85.45111 (31.302270, -85.451042).
Según la Oficina del Censo de los EE. UU., la ciudad tiene un área total de 1.27 millas cuadradas (3.28 km²).